# Carl Laszlo
Carl Laszlo (ungarisch László Károly; * 16. Juli 1923 in Pécs; † 8. November 2013 in Mammern) war ein ungarisch-schweizerischer Kunsthändler, Sammler, Psychoanalytiker, Autor und Verleger.

## Leben
Laszlo wuchs als Sohn einer assimilierten grossbürgerlich-jüdischen und kulturaffinen Familie in Pécs auf. Er besuchte das Zisterzienser-Gymnasium in seiner Heimatstadt und wandte sich danach dem Studium der Medizin zu.
Im Jahr 1944 kam es zu einer Unterbrechung seines Studiums, als die Nazis in Pécs einmarschierten. Ein Grossteil der jüdischen Gemeinschaft, darunter auch die Familie Laszlo, wurde nach Auschwitz deportiert. Fast alle seiner Angehörigen wurden umgebracht. Er wurde in mehrere Konzentrationslager verschleppt, kam aber in Theresienstadt frei. Mithilfe seiner Schwester, Susie Löwenheim und ihrem Ehemann konnte er 1945 in die Schweiz flüchten.
In der Schweiz setzte Laszlo sein Medizinstudium an der Universität Basel fort. Während dem Studium beschäftigte er sich eingehend mit dem ungarischen Psychoanalytiker Leopold Szondi und veröffentlichte in Zeitschriften eine Reihe wissenschaftlicher Artikel über die Schicksalsanalyse und den Szondi-Test. 1953 reichte er seine Dissertation über Homosexualität ein. Die wissenschaftliche Arbeit wurde abgelehnt, woraufhin er sich, angestossen von der Psychoanalyse und dem Surrealismus, verstärkt der Kunst widmete.

## Kunst
Laszlos Interesse für Kunst kam bereits auf, als er noch in Ungarn lebte. Er begann schon in seiner Jugend ungarische Volkskunst wie Stickereien, Webereien und Holzschnitze zu sammeln. Mitte der 1950er Jahre eröffnete er in Basel eine Galerie und begann sich als Kunsthändler und Sammler zu etablieren.
Er war national und international in Kontakt mit bekannten Persönlichkeiten, darunter Schreibende wie Patricia Highsmith und William S. Borroughs oder Künstlerinnen und Künstler wie Brion Gysin, William Wauer, Hans Arp, Dieter Roth, Eva Wipf, Friedensreich Hundertwasser, Marcelo Morandini, Yves Laloy, Johannes Grützke, Christian Schad, Timm Ulrichs, Thilo Maatsch oder Sascha Wiederhold. Mit vielen von ihnen und anderen arbeitete er auch im Rahmen seiner Tätigkeit als Herausgeber und Verleger zusammen. Von Mitte der 1950er Jahre bis in die 1980er Jahre gab er eine Reihe von Kunsteditionen wie die Anthologie La Lune en Rodage I–III (1960–1977) oder Kleines Museum (1981) heraus und publizierte die Zeitschrift Panderma (1957–1977) sowie Radar. Die Zeitschrift zwischen Basel und New York (1982–1984). Insbesondere in den 1980er Jahren und dem Erscheinen von Radar pflegte Laszlo verstärkt Kontakte zur New Yorker Kunstszene, darunter auch Andy Warhol oder Robert Mapplethorpe.
Laszlo verfolgte kein normatives Sammlungsprogramm, sondern ein persönliches, welches auch Widersprüche zuliess. Seine Sammlung zieht sich Kategorien und Medien überschreitend von den Präraffaeliten Mitte des 19. Jahrhunderts, bis und vor allem hin zur Kunst des 20. Jahrhunderts. Er interessierte sich für Jugendstil, Surrealismus, Konstruktivismus und Dadaismus, Op-Art und Pop Art, aber auch für Realismus. Zudem umfasst seine Sammlung neben bildender Kunst auch Design und Grafik sowie balinesische Skulpturen.
Trotz der Vielfalt gibt es Schwerpunkte. Einer davon waren Werke, die zwischen den zwei Weltkriegen entstanden sind, insbesondere der ungarischen Avantgarde im In- und Ausland. In der Sammlung befinden sich Arbeiten von Lajos Kassák, Anton Prinner, Laszlo Moholy-Nagy, Victor Vasarely, Fajó János oder István Beöthy und Anna Beöthy Steiner. Wichtig sind auch Werke von Künstler und Künstlerinnen, die mit Der Sturm in Verbindung stehen.
Etwa 200 Werke der Sammlung waren von 2006 bis 2017 als Dauerausstellung im Dubniczay-Palais in Veszprém zu besichtigen. Heute befinden sich viele der Werke im Belvedere in Wien.

## Werk
Laszlos Hauptwerk sind seine zwei Bücher, Ferien am Waldsee (1956) und Der Weg nach Auschwitz (1987), in welchen er seine Erinnerungen an die Erfahrungen in den KZ und an seine Jugend in Ungarn festhielt. Die erste Auflage erschien erstmals 1956. Seit den 1990er Jahren sind mehrere ungarische Übersetzungen und eine in Holländisch erschienen. Bis nach seinem Tod und der dritten Auflage, die 2021 von Albert C. Eibl herausgegeben wurde, erhielt das Buch kaum Aufmerksamkeit.
In den späten 1950er Jahren und frühen 1960er Jahren verfasste Laszlo auch Theaterstücke und gründete eine Theatergruppe, die unter dem Namen Panderma auftrat. Er schrieb zudem kunsttheoretische sowie kunstkritische Texte und äusserte sich in den späten 1960er Jahren in einigen Manifesten vermehrt zur politischen Weltlage, dem Aktivismus und seinem künstlerischen Ausdruck in dieser Zeit. Sie wurden im Sammelband Texte [und] Manifeste (1970) veröffentlicht. Ohne sich eindeutig auf eine Seite zu schlagen, spricht sich Laszlo darin gegen herrschende Ideologien und jeglichen Fanatismus aus. Eine weitere Reihe von Texten publizierte er in Aufruf zum Luxus und andere Manifeste (1967). Zudem setzte er sich für den Dalai Lama und die Befreiung von Timothy Leary ein.

## Rezension
Im Oktober 2020 wurde Ferien am Waldsee im Wiener Verlag „Das vergessene Buch“ neu aufgelegt, herausgegeben von Albert C. Eibl und mit einem persönlichen Nachwort von Alexander von Schönburg. Alex Rühle spricht in seiner Rezension für die Süddeutsche Zeitung von einem „großen Text“, für dessen Wiederentdeckung es nun „hohe Zeit“ sei. Der bekannte Schriftsteller und Kritiker Peter von Becker sieht in Laszlo eine bedeutende literarische "Stimme des Jahrhunderts". In seinem großen Porträt für die Neue Zürcher Zeitung zeigt sich Roman Bucheli tief beeindruckt von der unerschütterlichen Lebensführung Carl Laszlos, dessen schreckliche, turbulente und extravagante Lebensgeschichte oftmals größer anmute als das Leben selbst:
"Er war ein begnadeter Exzentriker. Keiner der eitlen, dünkelhaften Sorte. Vielmehr ein Gaukler – und ein Seiltänzer, wie er sich manchmal nannte, einer, den das Leben das Fürchten gelehrt hatte bis zu dem Punkt, wo er nichts mehr zu fürchten brauchte. Carl Laszlo war ein Gezeichneter, und er wollte, dass jeder es sah. Aber er allein bestimmte, wie man ihn sehen sollte. Sein einstiger Lehrer, der grosse Leopold Szondi, Begründer der Schicksalsanalyse, fragte ihn einmal, warum er sich so auffällig kleide. Er glaube, gab Laszlo zur Antwort, er wolle in erster Linie sagen: 'Ich bin da, sie haben mich nicht kaputtgemacht.'" 

## Werke (Auswahl)
- Ferien am Waldsee. Erinnerungen eines Überlebenden. Verlag Gute Schriften, Basel 1956
- Ferien am Waldsee. Erinnerungen eines Überlebenden. 2., erweiterte Auflage; erweitert um 35 Jahre danach (Hrsg.: Udo Breger), Expanded Media Editions, Bonn 1981, ISBN 3-88030-024-X
- Der Weg nach Auschwitz. Jugend in Ungarn. Verlag Nachtmaschine, Basel 1987, ISBN 3-85816-073-3.
- Der Weg nach Auschwitz und Ferien am Waldsee. Erinnerungen eines Überlebenden. Vacat, Potsdam 1998, ISBN 3-930752-10-7.
- Ferien am Waldsee. Erinnerungen eines Überlebenden. Herausgegeben und mit einem Geleitwort von Albert C. Eibl und einem Nachwort von Alexander von Schönburg. Das vergessene Buch, Wien 2020, ISBN 978-3-903244-04-7. (Rezension von Alex Rühle, Süddeutsche Zeitung, 3. Dezember 2020, online)
- Aufruf zum Luxus und andere Manifeste, Collispress, Stuttgart 1967.
- Texte [und] Manifeste, Edition Howeg, Hinwil 1970.
- Theater I, Verlag Hans Rudolf Stauffacher, Zürich o. D.
- Theater II, Verlag Hans Rudolf Stauffacher, Zürich o. D.

## Wissenschaftliche Veröffentlichungen (Auswahl)
- Beitrag zur Szondischen Schicksalsanalyse einer Familie des paroxysmalen Triebkreises, in: Zeitschrift für Psychotherapie und medizinische Psychologie 3/1 (1953) S. 32–37.
- Schicksalsanalyse, in: Der Psychologe 5/Separatdruck, 7/8 (1953) S. 297–300.
- Über die Modifikation des Szondi-Tests, in: Heilpädagogische Werkblätter 6 (1953) S. 3–7.
- Zum Begriff der Paroxysmalität bei Szondi, in: Psyche. Eine Zeitschrift für Tiefenpsychologie und Menschenkunde in Forschung und Praxis 6 (1953), S. 380–386.